# Грюнвальдский мост (Быдгощ)
Грюнвальдский мост (пол. Most Grunwaldzki) — автодорожный мост через  Быдгощский канал в Быдгоще, Польше.

## Название
После завершения реконструкции 28 сентября 2011 года Быдгощский городской совет дал мосту название «Грюнвальдский мост», что обозначает его довоенное название и улицу, на которой он был построен.

## Расположение
Мост расположен в западной части Быдгоща в створе Грюнвальдской улицы, соединяя Околе и Чижкувко. Рядом с мостом находится эстакада, по которой проходит железная дорога № 131.

## История
Мост построен в 1915 году через новую секцию Быдгощского канала. Изначально это был совмещённый автогужевой и железнодорожный мост. Кроме шоссе в сторону Накло-над-Нотецён по мосту проходила железная дорога до Короново, построенная в 1885 году. Пролетное строение моста было металлическое ферменное.
Во время сентябрьской кампании 1939 года мост оказался разрушен. Год спустя переход был полностью демонтирован и заменён деревянным дорожным мостом. Дорога от Короново проходила только до Чижкувко. В конце 1940 года немцы построили деревянный железнодорожный мост для узкоколейной железной дороги. В таком виде переход функционировал и в послевоенные годы. 
В 1954 году мост был восстановлен по проекту инженера Леха Ванглера. Это был автодорожный мост с двумя полосами движения и тротуарами, который использовался для транзитного движения в направлении Пилы и Щецина. Поверхность дороги была выполнена из гранитных кубов. Соседний железнодорожный мост был демонтирован в конце 1960-х гг. после ликвидации Быдгощ-Короновской узкоколейной железной дороги.
В 2002 году рядом был построен новый мост Святого Антония, который взял на себя дорожное движение с одной стороны улицы Грюнвальдской. В 2008—2009 гг. мост был реконструирован по проекту Збигнева Бартниковского из компании «Trab-Mosty» из Гдыни. Заказчиком работ выступило Городское управление автомобильных дорог и общественного транспорта Быдгоща. Работы были выполнены компанией «Most Sp. z o.o.» из Сопота.

## Конструкция
Мост трехпролетный железобетонный, балочно-неразрезной системы. Ось моста пересекается по диагонали с осью Быдгощского канала (угол 48º). Схема разбивки на пролеты: 9,0 + 34,0 + 9,0 м.
Пролетное строение состоит из пяти железобетонных балок переменной высоты с осевым расстоянием 2,25 м, объединенных монолитной железобетонной плитой проезжей части. 
Опоры из монолитного железобетона на свайном основании. Общая длина моста составляет 52 м, ширина — 12,42 м.
Грузоподъемность моста составляет 42 т.
Мост предназначен для движения автотранспорта и пешеходов. Проезжая часть моста включает в себя 2 полосы для движения автотранспорта. Покрытие проезжей части — асфальтобетон. Тротуары отделены от проезжей части металлическим барьерным ограждением. Перильное ограждение металлическое простого рисунка. 
Объект находится в распоряжении Городского управления автомобильных дорог и общественного транспорта Быдгоща.